# Sílvio Borges de Sousa Mota
Sílvio Borges de Sousa Mota (Rio de Janeiro, 11 de fevereiro de 1902 — Rio de Janeiro, 3 de fevereiro de 1969) foi um militar brasileiro. Atingiu a patente de almirante-de-esquadra. Foi ministro da Marinha do Brasil no Governo João Goulart, de 15 de junho de 1963 a 27 de março de 1964, enfrentando nesse período a Revolta dos Marinheiros de 1964, que resultou no seu pedido de exoneração.

## História
Filho de José de Sousa Mota e de Emília Borges de Sousa Mota, Sílvio Mota foi aluno da Escola Naval entre 1920 e 1924, nesse mesmo ano realizou serviços de ligação entre as forças que combateram os revoltosos da cidade de São Paulo, na revolução que ali eclodiu no dia 5 de julho, sob a chefia do general Isidoro Dias Lopes.
Em 1944, durante a Segunda Guerra Mundial, quando servia junto à Comissão Naval Brasileira, sediada em Miami (EUA), realizou exercícios a bordo de vários navios norte-americanos e fez o curso de tática anti-submarina, na Fleet Sound School, em Key West. Em seguida, foi destacado para a base de Natal, onde assumiu o comando do contratorpedeiro Bauru. Participou então de escoltas a comboios aliados com outros navios brasileiros e norte-americanos.
Assessor militar da delegação brasileira à IV Reunião de Consulta dos Ministros de Relações Exteriores das Repúblicas Americanas (Washington) em 1951, em 1953 serviu no Comando de Alto-Mar, como chefe do estado-maior. Em novembro de 1955 assumiu a subchefia do Gabinete Militar do presidente da República em exercício, Nereu Ramos, da qual foi dispensado em fevereiro de 1956, logo após a posse de Juscelino Kubitschek na presidência.Presidente da Comissão de Marinha Mercante em 1957, dois anos depois, foi nomeado secretário-geral do Conselho Coordenador do Abastecimento. Em agosto de 1962, foi novamente nomeado membro e presidente daquela comissão.
Em junho de 1963, quando o presidente João Goulart constituiu o segundo ministério da fase presidencialista de seu governo, foi nomeado ministro da Marinha. No dia 13 de março de 1964 realizou-se o Comício das Reformas, na estação da Central do Brasil, no Rio de Janeiro. A manifestação teve como principal orador o próprio presidente, que anunciou as medidas que seu governo pretendia tomar, entre as quais a reforma agrária. Após o comício, membros da Associação de Marinheiros e Fuzileiros Navais do Brasil decidiram dar uma demonstração de apoio ao governo, homenageando aos trabalhadores da Petrobras, uma vez que o presidente anunciara a encampação das refinarias de petróleo privadas. Considerando esse ato uma transgressão ao regulamento disciplinar, Sílvio Mota ameaçou de punição os que dele participassem, mas não foi ouvido. No dia 24 ordenou a prisão dos diretores da associação.
No dia 25, dois mil praças da Marinha e do Corpo de Fuzileiros Navais reuniram-se na sede do Sindicato dos Metalúrgicos, no Rio de Janeiro, para comemorar o segundo aniversário da Aassociação, com a presença dos elementos contra quem fora decretada ordem de prisão. Sílvio Mota enviou para o local um contingente de fuzileiros navais e solicitou a ajuda do I Exército para prender os insurretos. Contando com o apoio do comandante da corporação, vice-almirante Cândido Aragão, os fuzileiros aderiram aos revoltosos, permanecendo na sede do sindicato. Sentindo-se desprestigiado, Sílvio Mota pediu demissão do cargo de ministro da Marinha, sendo substituído, já no dia 27, pelo almirante Paulo Mário da Cunha Rodrigues, que determinou a imediata libertação dos revoltosos, detidos no Batalhão de Guardas. No dia 31 de março, o regime militar depôs João Goulart. Em junho de 1965 Sílvio Mota passou para a reserva por aplicação do Ato Institucional nº 1, de 9 de abril de 1964.
Foi casado com Mariana Sales Mota, com quem teve dois filhos.
Faleceu no dia 3 de fevereiro de 1969, no Rio de Janeiro.